# Whispering Falls
Die Whispering Falls sind ein rieselnder Wasserfall südlich von Richmond im Tasman District auf der Südinsel Neuseelands. Er liegt im Lauf eines namenlosen Bachs, der kurz hinter dem Wasserfall in den Miner River mündet, welcher wiederum zum Flusssystem des Waimea River gehört. Seine Fallhöhe beträgt rund 10 Meter.
Südwestlich von Richmond zweigt vom New Zealand State Highway 6 die Aniseed Valley Road nach Osten ab. Nach 11,5 km auf dieser Straße befindet sich ein Parkplatz, von dem aus eine rund einstündige Wanderung über den Hacket Track und den Whispering Falls Track zum Wasserfall führt.